# Zoološki muzej "Tadas Ivanauskas"
Zoološki muzej "Tadas Ivanauskas"  se nalazi u Kaunasu u Litvi. 
Osnovan je 1918. godine, nakon što je Tadas Ivanauskas preselio svoju zbirku lovačkih trofeja u Kaunas.
U njemu se nalaze tisuće taksidermično konzerviranih životinja u objektu na četiri velika kata.
Nalazi se na 54°53'53" sjeverne zemljopisne širine i 23°54'15" istočne zemljopisne dužine.